# Tropilio
In chimica organica, il catione tropilio è una specie aromatica con formula [C7H7]+ derivata formalmente dal distacco di uno ione idruro dal gruppo CH2 del cicloeptatriene. Il suo nome deriva dalla molecola di tropina, che a sua volta deve il proprio nome a quella dell'atropina. Il catione può formare dei sali stabili, come ad esempio [C7H7]+BF4-.

## Sintesi
Il catione tropilio può essere ottenuto facendo reagire il cicloeptatriene con bromo o pentacloruro di fosforo. Nel caso venga utilizzato il bromo, come fece G. Merling nel 1891, la reazione è la seguente:
{\displaystyle {\ce {C7H8 + Br2 -> C7H7+ + Br- + HBr}}}

## Struttura
Il catione tropilio possiede una struttura ciclica eptagonale planare e possedendo inoltre 6 elettroni π rispetta la regola di Hückel, risultando così una specie aromatica in cui la carica positiva è delocalizzata sui 7 atomi di carbonio del ciclo. La struttura venne chiarita da von Eggers Doering e Knox nel 1954.

Formula scheletrica
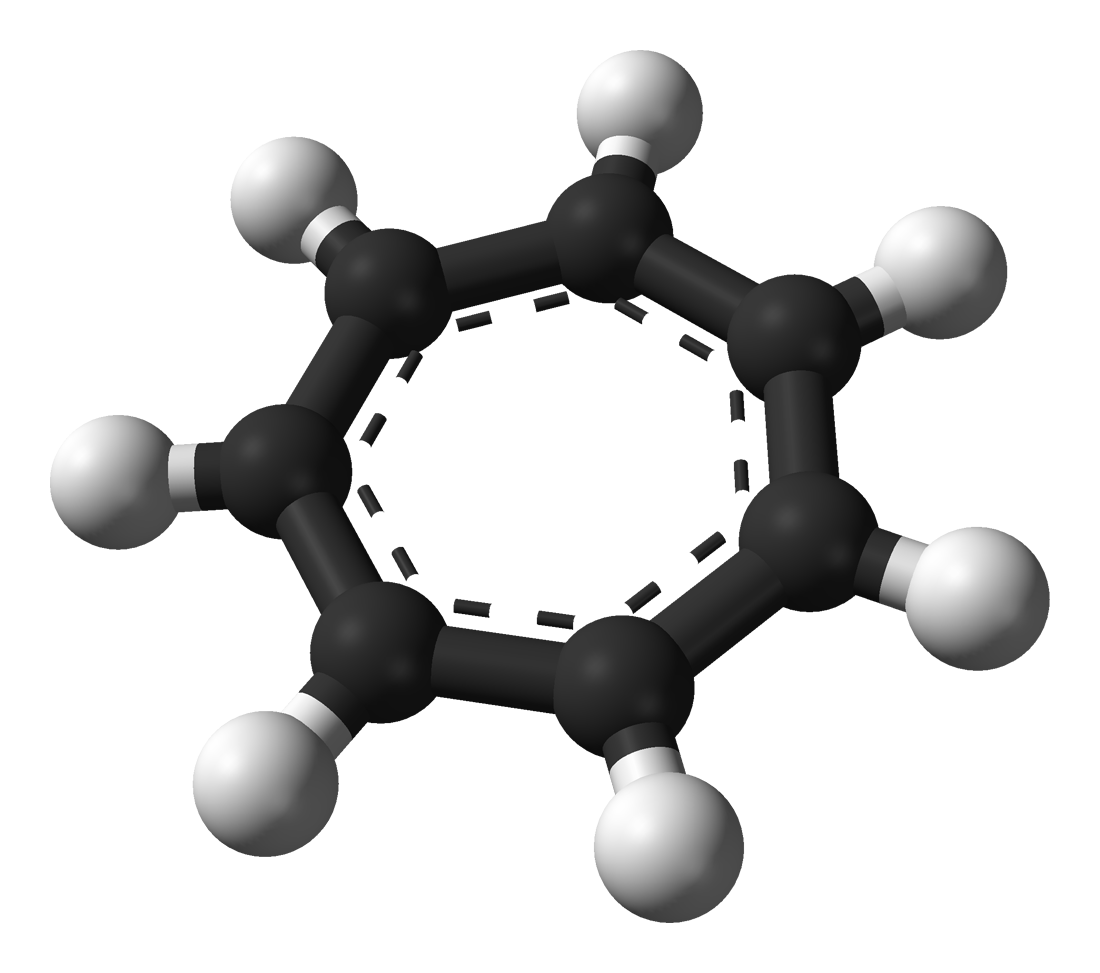
Modello ball-and-stick
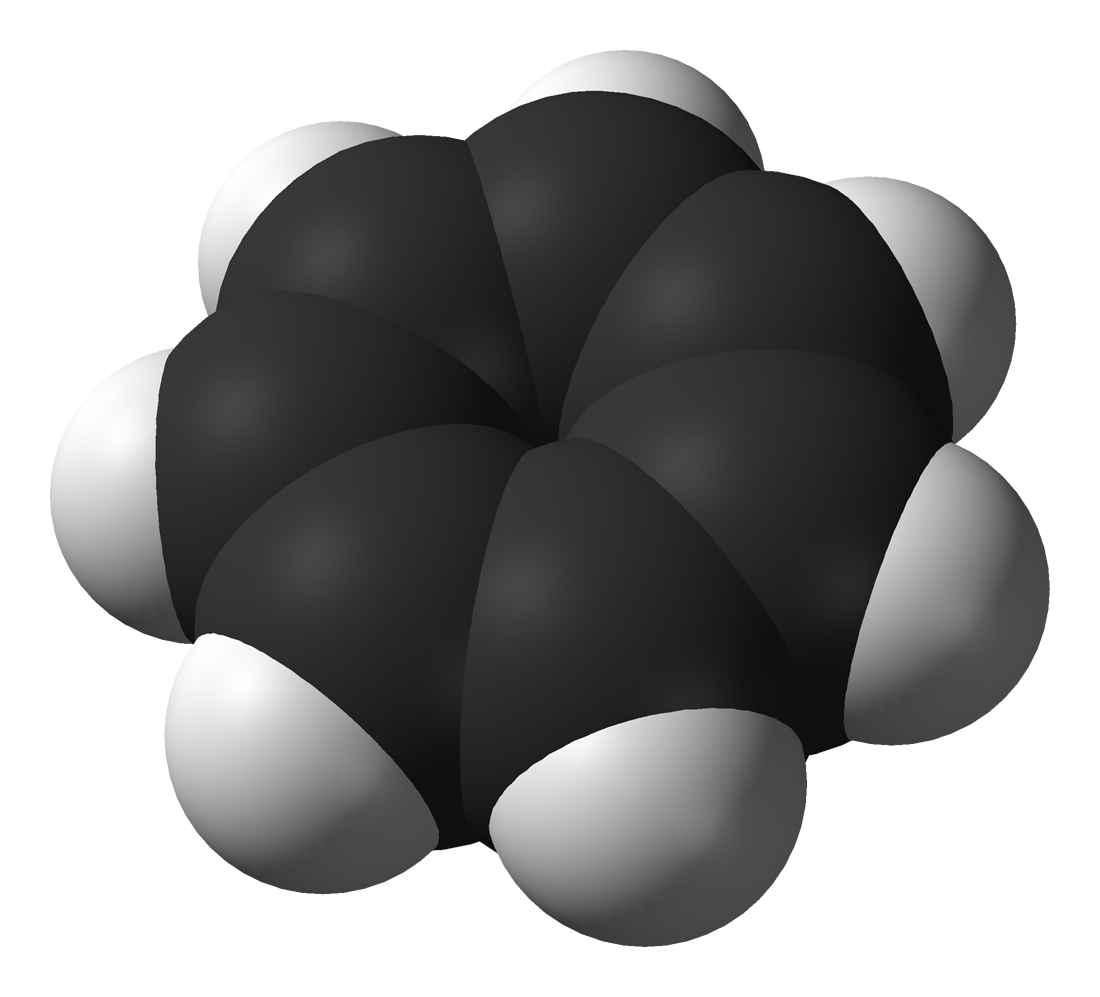
Modello space-filling

Il tropilio è utilizzato in chimica metallorganica come ligando per i metalli di transizione.

## Spettrometria di massa
Il catione tropilio viene riscontrato frequentemente in spettrometria di massa sotto forma di un intenso picco con valore m/z = 91. Il frammento è caratteristico dei composti aromatici che contengono un gruppo benzilico: in seguito alla ionizzazione si forma il catione PhCH2+ che dopo riarrangiamento produce C7H7+ dotato di elevata stabilità.